# Paal-Helge Haugen
Pour les articles homonymes, voir Haugen.
Paal-Helge Haugen, né le 26 avril 1945 à Valle, est un poète, romancier, dramaturge et écrivain pour enfants norvégien.

## Biographie
Il obtient le prix Dobloug en 1987 et le prix Brage 1992.

## Œuvres traduites en français
- Dedans dehors, trad. d’Eva Sauvegrain, Pierre Grouix, Cordes-sur-Ciel, France, Éditions Rafaël de Surtis, coll. « Pour une rivière de vitrail », 2009, 86 p.  (ISBN 978-2-84672-150-9)